# Šator (Primorsko-goranska županija)
Šator, selo na jugu Hrvatskog primorja u blizini Novog Vinodolskog. Godine 1609. naseljavaju ga bunjevačka plemena Baleni i Pećanići koji su ovamo pristigli iz gorskokotarskog sela Lič.
Danas je jedno od tri sela koja pripadaju naselju Sibinj Krmpotski koje administrativno pripada gradu Novi Vinodolski.